# Johan Janson i Hennickehammar
Erik Johan Janson i riksdagen kallad Janson i Hennickehammar, född 18 augusti 1837 i Färnebo församling, Värmlands län, död där 23 juli 1898, var en svensk bruksägare och politiker.
Janson var ledamot av riksdagens andra kammare 1867–1869, invald i Färnebo härads valkrets i Värmlands län.